# Seznam diplomatskih predstavništev Estonije
To je seznam diplomatskih predstavništev Estonije. Estonija je 12. aprila 1990 ponovno vzpostavila zunanje ministrstvo; med počasnim obnavljanjem neodvisnost od Sovjetske zveze je postopoma uvajala simbole in instrumente suverenosti.

## Afrika
- Egipt
  - Kairo (veleposlaništvo)

## Amerike
- Kanada
  - Ottawa (veleposlaništvo)
- Združene države Amerike
  - Washington, DC (veleposlaništvo)
  - New York (generalni konzulat)
  - San Francisco (generalni konzulat)

## Azija
- Kitajska
  - Peking (veleposlaništvo)
- Gruzija
  - Tbilisi (veleposlaništvo)
- Indija
  - New Delhi (veleposlaništvo)
- Izrael
  - Tel Aviv (veleposlaništvo)
- Japonska
  - Tokio (veleposlaništvo)
- Kazakhstan
  - Nursultan (veleposlaništvo)
- Turčija
  - Ankara (veleposlaništvo)
- Združeni arabski emirati
  - Abu Dabi (veleposlaništvo)

## Evropa
- Avstrija
  - Dunaj (veleposlaništvo)
- Belorusija
  - Minsk (veleposlaništvo)
- Belgija
  - Bruselj (veleposlaništvo)
- Češka
  - Praga (veleposlaništvo)
- Danska
  - Kopenhagen (veleposlaništvo)
- Finska
  - Helsinki (veleposlaništvo)
- Francija
  - Pariz (veleposlaništvo)
- Nemčija
  - Berlin (veleposlaništvo)
- Grčija
  - Atene (veleposlaništvo)
- Madžarska
  - Budimpešta (veleposlaništvo) [2]
- Irska
  - Dublin (veleposlaništvo)
- Italija
  - Rim (veleposlaništvo)
- Latvija
  - Riga (veleposlaništvo)
- Litva
  - Vilna (veleposlaništvo)
- Nizozemska
  - Haag (veleposlaništvo)
- Norveška
  - Oslo (veleposlaništvo)
- Poljska
  - Varšava (veleposlaništvo)
- Portugalska
  - Lizbona (veleposlaništvo)
- Romunija
  - Bukarešta (veleposlaništvo)
- Rusija
  - Moskva ( veleposlaništvo )
  - Pskov (generalni konzulat)
  - Sankt Peterburg (generalni konzulat)
- Španija
  - Madrid (veleposlaništvo)
- Švedska
  - Stockholm (veleposlaništvo)
- Ukrajina
  - Kijev (veleposlaništvo)
- Združeno kraljestvo
  - London (veleposlaništvo)

## Oceanija
- Avstralija
  - Canberra (veleposlaništvo)

## Večstranske organizacije
- Bruselj
  - stalno predstavništvo pri Natu
  - stalno predstavništvo pri Evropski uniji
- Ženeva
  - stalno predstavništvo na sedežu Združenih narodov in drugih mednarodnih organizacijah
- New York City
  - stalno predstavništvo pri Združenih narodih
- Pariz
  - stalno predstavništvo pri Unescu
  - stalno predstavništvo pri Organizaciji za gospodarsko sodelovanje in razvoj
- Rim
  - stalno predstavništvo pri Organizaciji za prehrano in kmetijstvo
- Strasbourga
  - stalno predstavništvo pri Svetu Evrope
- Haag
  - stalno predstavništvo pri OPCW
- Dunaj
  - stalno predstavništvo pri IAEA
  - stalno predstavništvo pri Organizaciji za varnost in sodelovanje v Evropi